# Сок од шљива (филм)
Сок од шљива је југословенски филм из 1981. године. Режирао га је Бранко Балетић, који је написао и сценарио заједно са Миланом Шећеровићем.

## Радња
Мики Рудински је популарни диск џокеј провинцијске радио-станице, чији се начин рада не поклапа са устаљеним нормативима. За свој „хепенинг у природи“ успео је да заинтересује и „Шљиво комбинат“, највећу радну организацију у месту. На несрећу, датум одржавања његовог „хепенинга“ поклопио се са даном прославе годишњице оснивања Комбината, који није жалио труда ни новаца да то буде што свечаније. Због пропагирања своје идеје преко радија Мики долази у сукоб са руководиоцима који га суспендују, а борба за публику и извођаче води се свим средствима.

## Улоге
| Глумац                          | Улога                        |
| ------------------------------- | ---------------------------- |
| Предраг Манојловић              | Мики Рудински                |
| Велимир Бата Живојиновић        | Уча                          |
| Цвијета Месић                   | Митра                        |
| Радмила Живковић                | Ружа                         |
| Воја Брајовић                   | Тодор, културни референт     |
| Предраг Лаковић                 | директор радија              |
| Душан Јанићијевић               | Златибор, директор комбината |
| Бранко Цвејић                   | Здравко, делатник комбината  |
| Владислава Владица Милосављевић | Певачица у успону            |
| Павле Вуисић                    | Љуба, младин тата            |
| Петар Краљ                      | Стојановић, из комитета      |
| Миливоје Мића Томић             | Аврамовић, са телевизије     |
| Мило Мирановић                  | Мијо                         |
| Богдан Диклић                   | Вук                          |
| Снежана Никшић                  | Марија новинарка             |
| Томо Курузовић                  | Ђура шофер                   |
| Живојин Миленковић              | Микијев ујак                 |
| Владан Живковић                 | Заменик у комбинату          |
| Весна Змијанац                  | Кадивка Васиљевић            |
| Мирослав Илић                   | Певач Јовица                 |
| Нада Топчагић                   | Певачица у Ружиној кафани    |
| Хасан Дудић                     | Певач                        |
| Драгомир Станојевић             | Младожења                    |
| Љубомир Ћипранић                | портир                       |
| Јосиф Татић                     | Новинар                      |
| Ратислава Гачић                 | Стрина                       |
| Предраг Милинковић              | човек са наочарима и ташном  |
| Петар Лупа                      | Барјактар на свадби          |
| Љиљана Јанковић                 | Младина мајка                |
| Живојин Брадић                  | Младин отац                  |
| Стеван Крунић                   | Цаки                         |
| Дијана Кржанић                  | Изабела                      |
| Љубомир Ћипранић                | Портир                       |
| Богдан Михаиловић               | Радио спикер                 |
| Милутин Мићовић                 | Камерман                     |
| Миња Војводић                   | Радник у мотелу              |
| Столе Новаковић                 | Битан гост на приредби       |
| Јелена Тинска                   | Милена                       |
| Душан Вујновић                  |                              |
| Бранимир Перић Џо               |                              |
| Милутин Савић Џими              |                              |
| Слободан Деспотовић             |                              |
| Александар Јанковић             |                              |
| Данијела Дисић                  |                              |
| Ђурица Савић                    |                              |
| Антон Свољшак                   |                              |
| Нада Денић                      |                              |

### Специјални гост
- Шабан Шаулић

## Награде
На 28. Филмском фестивалу у Пули 1981. године:
- Гаковић је награђен за најбољи плакат и дизајн.[2]